# Gente da Praia da Vieira
Gente da Praia Da Vieira (1976) é um documentário português de longa-metragem, uma docuficção de António Campos. É uma das incursões cinematográficas de Campos na antropologia visual. A obra, que inclui elementos ficcionados, ilustra a vida dos pescadores da praia da Vieira (Vieira de Leiria) e mostra aspectos da sua migração para o Tejo, para águas mais tranquilas, em meados do século, e da ocupação de zonas ribeirinhas nas lezírias do Ribatejo, onde construiram pequenas aldeias palafíticas, à borda-d’água : é uma etnoficção.
Trata-se de uma obra híbrida em múltiplos aspectos. Contém imagens a preto e branco e a cor, extractos de filmes anteriores, som directo e pós-sincronização, diálogos ao vivo e voz over de locutores e de participantes. É filme etnográfico e cinema militante, é documentário e é ficção, é cinema e é teatro, é filmado na praia de Vieira de Leiria e no Tejo. Depois da curta-metragem a Festa, cujo tema também são as tradições das gentes da praia da Vieira, é neste filme que António Campos verdadeiramente se confronta com a filmagem em som síncrono. Sem a dominar, fascinado e querendo ser profundo, mostra tudo. Predomina no filme o efeito de caleidoscópio.
No mesmo ano em que António Campos faz Gente da Praia Da Vieira, Ricardo Costa realiza também um documentário de longa-metragem, Avieiros, sobre os pescadores de uma das aldeias do Tejo, a Aldeia das Palhotas. Também neste filme, documentário puro, de narrativa mais fluída, se vê uma peça de teatro ambulante, com artistas locais do 'Circo Nelinho', peça «em que o bom povo contracena com o Movimento das Forças Armadas, o MFA».
Antestreia: 30 de Junho de 1976 em Lisboa, no Instituto Alemão.

## Ficha sumária
- Argumento – António Campos
- Realizador – António Campos
- Adaptação e diálogos – Joaquim Manuel / Quine
- Produção – Instituto Português de Cinema
- Actores principais: João Daniel, José Ribeiro, Quine
- Actores do Grupo de Teatro do Orfeão de Leiria
- Exteriores – Praia da Vieira, Escaporim (foto de Rui Batista) e Salvaterra de Magos
- Rodagem – Julho e Agosto de 1975
- Laboratório de imagem – Tobis Portuguesa
- Laboratório de som – Nacional Filmes
- Formato – 16 mm, cor e p / b
- Género – Documentário (docuficção)
- Duração – 73’
- Antestreia – Istituto Alemão (Lisboa), 30 de Junho de 1976

## Sinopse
A praia da Vieira pertence à freguesia de Vieira de Leiria, concelho da Marinha Grande. Um Tesouro, filme de amador por ele aí rodado, serve de ilustração histórica. O filme mostra a vida, as carências dos pescadores da região, e o fenómeno migratório que os levaria a fixarem-se no Ribatejo, formando a comunidade dos avieiros. (Ref.:  José de Matos-Cruz, em O Cais do Olhar, ed. Cinemateca Portuguesa, 1999, pp 162/163).

## Enquadramento histórico
A vida dos pescadores da praia da Vieira era feita de arrojadas investidas, quando se faziam ao mar. Por isso os barcos que usavam, à força de remos, as bateiras, tinham proas finas e elevadas para romper as vagas.
A dureza da vida fez emigrar uma boa parte deles, desde os finais do séc XIX e bastante entre os anos quarenta e cinquenta, para as águas tranquilas do Tejo, ricas de pescado, em cujas margens construíram pequenas aldeias suspensas por troncos de madeira sobre as águas. Grande parte dessa migração foi feita por mar. Cada bateira, que tanto navegava a remo como à vela, levava a família toda e também servia de casa. Alves Redol é autor de um romance intitulado Avieiros, também inspirado no modo de vida desses pescadores.
No filme, António Campos introduziu extratos de Um Tesouro (1958) e de A Invenção do Amor (1965), filmes amadores de sua autoria. O filme inclui também extratos filmados no Escaporim, Salvaterra de Magos, de uma peça de teatro amador, que são depois discutidos como reportagem, tal como Jean Rouch já tinha feito em La pyramide humaine (1959).
Depois do Acto da Primavera, de Manoel de Oliveira - encenação filmada de uma peça de teatro popular -, as primeiras docuficções portuguesas, na prática do cinema directo, são Gente da Praia da Vieira, Mau Tempo, Marés e Mudança, de Ricardo Costa, e Trás-os-Montes (filme), de António Reis e Margarida Cordeiro, três obras de 1976.
Este filme e outros filmes portugueses, não apenas no contexto nacional, são obras pioneiras no género. Mais se distinguem se forem vistas, como docufição, na sua perspectiva temática, as gentes do mar:
- 1926 – Moana, de Robert Flaherty, EUA
- 1930 – Maria do Mar. de José Leitão de Barros

+* 1932 – L'or des mers de Jean Epstein, França
- 1934 – Man of Aran, de Robert Flaherty, GB
- 1942 – Ala-Arriba! (filme), de Leitão de Barros, Portugal
- 1948 – La Terra Trema, de Luchino Visconti, Itália
- 1963 – Pour la suite du monde de Pierre Perrault e Michel Brault, Canada
- 1976 – Gente da Praia da Vieira, de António Campos, Portugal
- 1976 – Mau Tempo, Marés e Mudança, de Ricardo Costa, Portugal

## Ficha artística
- João Daniel, José Ribeiro, Quiné, Camilo Korrodi, Armando Filipe, António Casa Branca
- Actores do Grupo de Teatro do Orfeão de Leiria, Miguel Franco, Octávio Ferreira, Carolina Young

## Ficha técnica
- Realizador – António Campos
- Argumento – António Campos
- Adaptação e diálogos – Joaquim Manuel / Quiné
- Produção – Instituto Português de Cinema
- Assistente de Produção – José J. Mota
- Fotografia – Acácio de Almeida e António Campos (p/b)
- Assistente de imagem – Carlos Mena
- Som – Alexandre Gonçalves
- Montagem – António Campos
- Exteriores – Praia da Vieira, Escaporim e Salvaterra de Magos
- Rodagem – Julho e Agosto de 1975
- Laboratório de imagem – Tóbis Potuguesa
- Laboratório de som – Nacional filmes
- Formato – 16 mm, cor e p / b
- Duração – 73 min.
- Ante-estreia – Instituto Alemão (Lisboa), 30 de Junho de 1976